# La dama boba
La dama boba és una obra teatral del Segle d'Or espanyol escrita per Lope de Vega el 1613, portada al cinema per Manuel Iborra en 2006. Va ser la primera pel·lícula rodada als estudis de la Ciutat de la Llum a Alacant. Fou protagonitzada per José Coronado, Silvia Abascal, Verónica Forqué, Macarena Gómez i Roberto San Martín.

## Sinopsi
Està ambientada a l'Espanya del segle XVI on dues germanes, Finea i Nise, són víctimes del masclisme imperant en el regne. Per a això una decideix escriure per a expressar el seu odi i l'altra es fa la ximple... Un amor en comú les farà enfrontar-se entre elles...
No obstant això, és un dels temes secundaris de l'obra el que desperta major interès entre el públic d'avui dia: el lloc que ocupa la dona en una societat que la situa a l'ombra del pare o del marit. I és amb relació a aquest tema on comprovem la modernitat de l'autor, en presentar als personatges femenins com dues dones que acabaran utilitzant el seu intel·lecte per a aconseguir els seus objectius amorosos.

## Repartiment
- Silvia Abascal...	Finea
- Cristina Collado...	Gerarda
- José Coronado 	...	Laurencio
- Antonio de la Fuente...	Duardo
- Juan Díaz 	...	Pedro (as Juan Diaz)
- Verónica Forqué...	Otavia
- Macarena Gómez...	Nise
- Paco León 	...	Maestro Danza
- Antonio Resines...	Rufino
- José María Sacristán 	...	Feniso
- Roberto San Martín 	...	Liseo
- María Vázquez 	...	Clara

## Nominacions i premis
- XXI Premis Goya: nominada al Goya a la millor actriu (Silvia Abascal).[4]
- Festival de Màlaga: Bisnaga de Plata a la Millor Actriu (Silvia Abascal), Millor actriu de repartiment (Macarena Gómez), Millor actor de repartiment (Roberto Sanmartín) i millor vestuari (Lorenzo Caprile).[5]